# Александр (консуляр Вифинии)
Александр (лат. Alexander) — римский политический деятель второй половины IV века.
Александр происходил из Пафлагонии. Его отца звали Цецилий. В 355/356 году он обучался у известного ритора Либания. Около 361 года Александр занимал должность консуляра Вифинии. При нём в Вифинии были устранены последствия землетрясения, произошедшего в 358 году. Жители его провинции очень сожалели, когда срок полномочий Александра истёк и он покинул Вифинию.